# Caninius
Caninius war der Name eines altrömischen plebejischen Geschlechts, das ursprünglich aus Tusculum stammte und seit dem 2. Jahrhundert v. Chr. nachweisbar ist. Bedeutende Vertreter waren:
- Gaius Caninius, römischer Maler
- Gaius Caninius Rebilus (Prätor), 171 v. Chr. Prätor von Sizilien
- Marcus Caninius Rebilus, reiste 167 v. Chr. in diplomatischer Mission nach Thrakien
- Aulus Caninius Satrius, 65 v. Chr. als Freund Ciceros erwähnt
- Lucius Caninius Gallus (Volkstribun 56 v. Chr.) († 44 v. Chr.), Briefpartner Ciceros
- Gaius Caninius Rebilus, Anhänger Caesars, nahm an dessen Gallischem Krieg und auch am Bürgerkrieg teil, wurde am 31. Dezember 45 v. Chr. für nur wenige Stunden Suffektkonsul
- Caninius Rebilus, konnte 43 v. Chr. vor seiner Proskription durch die Triumvirn nach Sizilien flüchten
- Lucius Caninius Gallus (Konsul 37 v. Chr.), Sohn des gleichnamigen Volkstribunen
- Lucius Caninius Gallus (Suffektkonsul 2 v. Chr.), unter Augustus 2 v. Chr. Suffektkonsul, später Prokonsul von Africa
- Caninius Celer, Lehrer des späteren Kaisers Mark Aurel